# Kankri
Kankri (en népalais : काँक्री) est un comité de développement villageois du Népal situé dans le district de Rukum. Au recensement de 2011, il comptait 4 693 habitants.